# Benjamin Wildman-Tobriner
Benjamin Wildman-Tobriner (San Francisco, 21 settembre 1984) è un nuotatore statunitense.
Il suo più grande successo è la medaglia d'oro nei 50 stile libero ottenuta ai Campionati mondiali di nuoto 2007 di Melbourne.

## Palmarès
- Olimpiadi

Pechino 2008: oro nella 4x100m sl.
- Mondiali

Montreal 2005: oro nella 4x100m sl
Melbourne 2007: oro nei 50m sl e nella 4x100m sl.